# Roger Parizeau
Pour les articles homonymes, voir Parizeau.
Joseph Aimé Roger Parizeau (30 mai 1920-22 mai 1968) est un vendeur et homme politique fédéral du Québec.

## Biographie
Né à Montréal, il devient député du Parti progressiste-conservateur du Canada dans la circonscription fédérale de Lac-Saint-Jean en 1958. Il avait précédemment tenté de se faire élire en 1957. Sa carrière politique se termine en 1962, alors qu'il est défait par le créditiste Marcel Lessard.